# البحر الأصفر

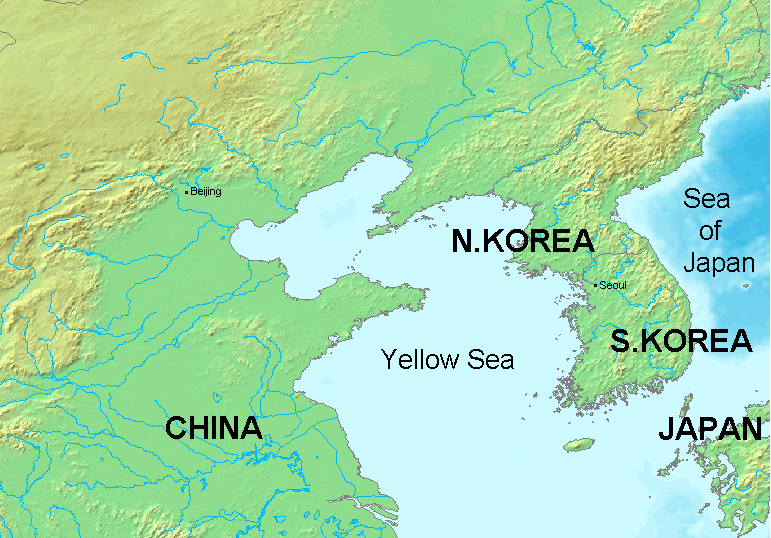
البحر الأصفر

البحر الأصفر ويعرف أيضا ببحر الغرب في كوريا الجنوبية والشمالية، هو الجزء الشمالي من بحر الصين الشرقي والذي بدوره يكون جزءا من المحيط الهادئ. يقع هذا البحر بين الأراضي الصينية وشبه الجزيرة الكورية ويمتد إلى مسافة 640 كم ويبلغ أقصى عمق للبحر نحو 91 مترا ويغطي مساحة 1.243.194 كم2.
يأتي اسم البحر الأصفر من حبيبات الرمال ولون الطمي والرواسب الصفراء التي يجلبها نهر هوانج والتي تلون مياهه والتي تحملها مياه النهر الأصفر (هوانغ هي).
يعرف الجزء الداخلي من البحر باسم بحر بوهاي (والذي كان يعرف سابقا بخليج بيتشلي أو خليج زيهلي). يصب فيه النهر الأصفر، مرورا بمقاطعة شاندونغ وعاصمتها جينان، ونهر هاي هي، مرورا ببكين وتيانجين. كما يشكل خليج كوريا الذي يقع بين مقاطعة لياونينغ وشمال غرب كوريا الشمالية جزءا من هذا البحر. ويفصل بين بحر بوهاي وخليج كوريا شبه جزيرة لياودونغ والتي يقع في ميناء داليان في أقصى جنوبها وتقع مدينة كنجدوا على الشاطئ الصيني من البحر الأصفر على الساحل الجنوبي لشبه جزيرة شاندونج ويربط مضيق كوريا بالبحر الأصفر ببحر اليابان ويشكل البحر الأصفر في الشمال خليج لا بزهو وخليج بو وخليج لياودولنج وخليج كوريا.